# خورشیدگرفتگی ۲۴ نوامبر ۲۰۶۸
خورشیدگرفتگی ۲۴ نوامبر ۲۰۶۸ (به انگلیسی: Solar eclipse of November 24, 2068) یک خورشیدگرفتگی از نوع خورشیدگرفتگی جزئی است. این خورشیدگرفتگی در تاریخ ۲۴ نوامبر ۲۰۶۸ میلادی (‎۴ آذر ۱۴۴۷ خورشیدی) روی خواهد داد که زمان اوج آن، ساعت ۲۱:۳۲:۳۰ به‌وقت ساعت هماهنگ جهانی است.